# California High-Speed Rail
| |                      |                               |                               |
| Spurweite: | 1435 mm (Normalspur) |                               |                               |
| |                      |                               |                               |
| \| \| \| Sacramento \| \| \| \| \| Stockton \| \| \| \| \| Modesto \| \| \| \| 0,0 \| San Francisco TTC \| San Francisco TTC \| \| \| 22,0 \| San Francisco Airport \| San Francisco Airport \| \| \| 48,4 \| Redwood City/Palo Alto \| Redwood City/Palo Alto \| \| \| 75,5 \| San Jose Diridon \| San Jose Diridon \| \| \| 124,6 \| Gilroy \| Gilroy \| \| \| \| Merced \| \| \| \| \| Merced (2030) \| \| \| \| ≈265 \| Chowchilla Gleisdreieck \| Chowchilla Gleisdreieck \| \| \| \| \| \| \| \| ≈285 \| Madera (2030) \| Madera (2030) \| \| \| ≈325 \| Fresno (2030) \| Fresno (2030) \| \| \| ≈395 \| Kings/Tulare (Hanford) (2030) \| Kings/Tulare (Hanford) (2030) \| \| \| \| \| \| \| \| ≈500 \| Bakersfield \| Bakersfield \| \| \| \| Tehachapi Mountains \| \| \| \| ≈650 \| Palmdale \| Palmdale \| \| \| \| San Gabriel Mountains \| \| \| \| \| Burbank \| \| \| \| \| Los Angeles Union Station \| \| \| \| \| \| \| \| \| \| Norwalk \| \| \| \| \| Anaheim ARTIC \| \| \| \| \| Industry \| \| \| \| \| Ontario Airport \| \| \| \| \| Riverside \| \| \| \| \| Temecula \| \| \| \| \| Escondido \| \| \| \| \| University City (San Diego) \| \| \| \| \| San Diego \| \| |                      |                               |                               |
| Kopfbahnhof Streckenanfang (Strecke außer Betrieb) |                      | Sacramento                    | Sacramento                    |
| Bahnhof (Strecke außer Betrieb) |                      | Stockton                      | Stockton                      |
| Bahnhof (Strecke außer Betrieb) |                      | Modesto                       | Modesto                       |
| Kopfbahnhof Streckenanfang (Strecke außer Betrieb) · Strecke (außer Betrieb) | 0,0                  | San Francisco TTC             | San Francisco TTC             |
| Bahnhof (Strecke außer Betrieb) · Strecke (außer Betrieb) | 22,0                 | San Francisco Airport         | San Francisco Airport         |
| Haltepunkt / Haltestelle (Strecke außer Betrieb) · Strecke (außer Betrieb) | 48,4                 | Redwood City/Palo Alto        | Redwood City/Palo Alto        |
| Bahnhof (Strecke außer Betrieb) · Strecke (außer Betrieb) | 75,5                 | San Jose Diridon              | San Jose Diridon              |
| Bahnhof (Strecke außer Betrieb) · Strecke (außer Betrieb) | 124,6                | Gilroy                        | Gilroy                        |
| Strecke (außer Betrieb) · Bahnhof (Strecke außer Betrieb) |                      | Merced                        | Merced                        |
| Strecke (außer Betrieb) · Strecke (außer Betrieb) · Kopfbahnhof Streckenanfang |                      | Merced (2030)                 | Merced (2030)                 |
| Strecke nach links (außer Betrieb) · Abzweig geradeaus, nach rechts und von rechts (Strecke außer Betrieb) · Strecke | ≈265                 | Chowchilla Gleisdreieck       | Chowchilla Gleisdreieck       |
| Abzweig ehemals geradeaus und von links · Strecke nach rechts |                      |                               |                               |
| Haltepunkt / Haltestelle (Strecke außer Betrieb) | ≈285                 | Madera (2030)                 | Madera (2030)                 |
| Bahnhof (Strecke außer Betrieb) | ≈325                 | Fresno (2030)                 | Fresno (2030)                 |
| Haltepunkt / Haltestelle (Strecke außer Betrieb) | ≈395                 | Kings/Tulare (Hanford) (2030) | Kings/Tulare (Hanford) (2030) |
| Strecke von links · Abzweig ehemals geradeaus und nach rechts |                      |                               |                               |
| Bahnhof (Strecke außer Betrieb) | ≈500                 | Bakersfield                   | Bakersfield                   |
| |                      | Tehachapi Mountains           |                               |
| Bahnhof (Strecke außer Betrieb) | ≈650                 | Palmdale                      | Palmdale                      |
| Strecke von links (außer Betrieb) (im Tunnel) · Strecke nach rechts (außer Betrieb) |                      | San Gabriel Mountains         | San Gabriel Mountains         |
| Bahnhof (Strecke außer Betrieb) |                      | Burbank                       | Burbank                       |
| Bahnhof (Strecke außer Betrieb) |                      | Los Angeles Union Station     | Los Angeles Union Station     |
| Abzweig geradeaus und nach links (Strecke außer Betrieb) · Strecke von rechts (außer Betrieb) |                      |                               |                               |
| Bahnhof (Strecke außer Betrieb) · Strecke (außer Betrieb) |                      | Norwalk                       | Norwalk                       |
| Kopfbahnhof Streckenende (Strecke außer Betrieb) · Strecke (außer Betrieb) |                      | Anaheim ARTIC                 | Anaheim ARTIC                 |
| Bahnhof (Strecke außer Betrieb) |                      | Industry                      | Industry                      |
| Bahnhof (Strecke außer Betrieb) |                      | Ontario Airport               | Ontario Airport               |
| Bahnhof (Strecke außer Betrieb) |                      | Riverside                     | Riverside                     |
| Bahnhof (Strecke außer Betrieb) |                      | Temecula                      | Temecula                      |
| Bahnhof (Strecke außer Betrieb) |                      | Escondido                     | Escondido                     |
| Bahnhof (Strecke außer Betrieb) |                      | University City (San Diego)   | University City (San Diego)   |
| Kopfbahnhof Streckenende (Strecke außer Betrieb) |                      | San Diego                     | San Diego                     |

California High-Speed Rail ist ein Projekt des Bundesstaates Kalifornien zum Bau von 1300 km Schnellfahrstrecken zwischen den Städten San Francisco, Los Angeles, Sacramento und San Diego. Die Realisierung des Projektes wurde am 4. November 2008 durch ein Volksreferendum mit 9,95 Milliarden US-Dollar an Startkapital in Auftrag gegeben. Zunächst sollte die California High-Speed Rail Authority, abgekürzt CHSRA, bis 2033 für 77 Milliarden US-Dollar die 826 km lange Bahnstrecke von San Francisco durch das Central Valley nach Los Angeles bauen, was sich aber als nicht realisierbar erwies. 
Im Mai 2016 wurde deshalb die Priorität des Projekts auf den 275 km langen Kernabschnitt Merced–Fresno–Bakersfield als Insellösung gesetzt, der bis 2030 unter Zuhilfenahme von Bestandsstrecken als einspurige Schnellfahrstrecke eröffnet werden soll. Dabei soll die Höchstgeschwindigkeit auf den Bestandsstrecken bei 110 mph (177 km/h) und auf den Neubaustrecken bei 220 mph (354 km/h) liegen. Dieser Streckenteil wird eine Region mit sechs Millionen Einwohnern verbinden. Geplant ist eine Fahrzeit von 90 Minuten und 18 Verbindungen täglich (die Amtrak-Züge benötigen derzeit über drei Stunden, bei bis zu sieben Verbindungen).
Die Kosten für diesen ersten Streckenteil wurden 2021 auf 13,8 Milliarden US-Dollar geschätzt, für die gesamte Strecke von Los Angeles bis San Francisco auf 84 Milliarden US-Dollar. Auf absehbare Zeit sollen nur noch die Verbindungsstrecken zu existierenden Bahnstrecken gebaut werden: Von der Endstation des Caltrain in Gilroy nach Madera sowie von Bakersfield zur Endstation der Antelope-Valley-Linie des Metrolink-Systems in Lancaster. Sowohl bei der Caltrain- wie auch bei der Metrolink-Bahnstrecke betragen die Streckenhöchstgeschwindigkeiten nur knapp 130 km/h. Somit wird die Gesamtfahrzeit von San Francisco nach Los Angeles deutlich über vier Stunden liegen (anstatt der ursprünglich geplanten 2:40 Stunden).

## Geschichte
Schon seit den früheren 1990er Jahren versuchte die kalifornische Regierung eine Hochgeschwindigkeitslinie einzuführen, die per Volksreferendum legitimiert werden sollte. Aus Angst vor einem Nein der Wähler verschob man das Referendum bis zuletzt auf den 4. November 2008, den Tag, an dem auch die Präsidentschaftswahl und die Wahl des Repräsentantenhauses stattfanden.„Proposition 1A“, 10 Milliarden Dollar Steuergelder für den Bau einer Hochgeschwindigkeitsstrecke zu garantieren, befürworteten 52 % der Wähler.

### Förderung durch den Bund
Die Baukosten werden von der CHSRA und Goldman Sachs auf 42 Milliarden US-Dollar geschätzt. Im ersten Finanzrahmen von 2008 wurde ausgewiesen, dass 12 bis 16 Milliarden US-Dollar aus dem Bundeshaushalt der USA kommen sollten und etwa 7,5 Milliarden US-Dollar aus Privatinvestitionen, die verbleibenden 10 Milliarden US-Dollar sollten von den Städten und Gemeinden getragen werden.
Am 2. Oktober 2008 reichte Gouverneur Schwarzenegger einen Antrag um Baukostenzuschüsse in Höhe von 4,7 Milliarden US-Dollar ein, die aus American Recovery and Reinvestment Act Budget entnommen werden sollten. Dies war mehr als die Hälfte der 8 Milliarden US-Dollar, die in diesem Programm für den Hochgeschwindigkeitsverkehr vorgesehen waren. Am 28. Oktober 2010 wurde aus dem Weißen Haus eine Finanzzusage in Höhe von 2,35 Milliarden US-Dollar gegeben. Am 28. Oktober 2010 wurde der Betrag um 900 Millionen US-Dollar aufgestockt, die speziell für die Strecke im Central Valley vorgesehen sind. Am 10. Dezember 2010 wurden Finanzhilfen für den Eisenbahnausbau, die von anderen Staaten nicht abgerufen wurden (einschließlich Wisconsin und Ohio), dem CHSR zugeschlagen. Insgesamt hätten sich damit die Zuschüsse aus dem Bundeshaushalt auf 4,3 Milliarden US-Dollar belaufen. Diese Zusagen wurden jedoch zurückgezogen, als die republikanische Mehrheit im US-Repräsentantenhaus nach den Erfolgen bei den Wahlen 2010 die gesamte Eisenbahnförderung für Neubauprojekte stoppte.
Ende 2013 zweifelte deshalb ein Gericht in einem Verfahren eines Grundeigentümers die Finanzierung und damit die gesamte Verwirklichung des Projektes an. Daraufhin entwickelte Kalifornien bis Mitte 2014 ein neues Finanzierungskonzept, das völlig ohne Bundesmittel auskommen muss. Demnach werden 25 % der Einnahmen aus dem Emissionshandel für das Bahnprojekt bereitgestellt. Das entspricht jährlichen Mitteln von 3,5 bis 5 Milliarden US-Dollar. Diese gesetzlich definierte Einnahmequelle erlaubt es dem Konsortium damit, Baukosten auf dem Finanzmarkt vorzufinanzieren.
Für 2 Milliarden US-Dollar an Bundesmitteln gibt es die Einschränkung, dass sie in gleicher Höhe vom Bundesstaat Kalifornien bereitgestellt werden und bis zum 30. September 2017 aufgebraucht werden müssen. Durch Beschlüsse zum Emissionshandel mit über 3,2 Milliarden US-Dollar hat Kalifornien dies im Dezember 2016 abgesichert. Der CEO von CHSRA merkte an, dass die bisherige Planung ausreicht, um alle Bundesmittel abzurufen. Insgesamt stehen drei Milliarden an Bundesmitteln zur Verfügung, wobei auch die 600 Millionen US-Dollar für die Caltrain-Elektrifizierung unterstützt werden, die formal nicht zum California-Highspeed-Rail-Projekt gehört, jedoch von den Hochgeschwindigkeitszügen im Mischverkehr mitgenutzt werden soll.

### Juristische Risiken
Im Laufe des Jahres 2014 wurden in Berufungsverfahren mehrere Klagen durch Kings County und zwei Grundstückseigentümer abgewiesen. Die Kläger hatten kritisiert, dass die Pläne nicht alle Bedingungen erfüllten, die in der Volksabstimmung zur Grundlage des Verfahrens gemacht wurden. Das Gericht wies die Klagen ab, stellte aber klar, dass die Bedingungen des Volksentscheids vor der Aufnahme von Krediten zur Finanzierung des Baus erfüllt sein müssen. Das dagegen angerufene Oberste Gericht des Staates Kalifornien nahm Beschwerden der Kläger nicht an. Damit können vorbereitende Arbeiten auf der Grundlage der bisherigen Planung und ohne Kreditfinanzierung weitergehen.

### Planung

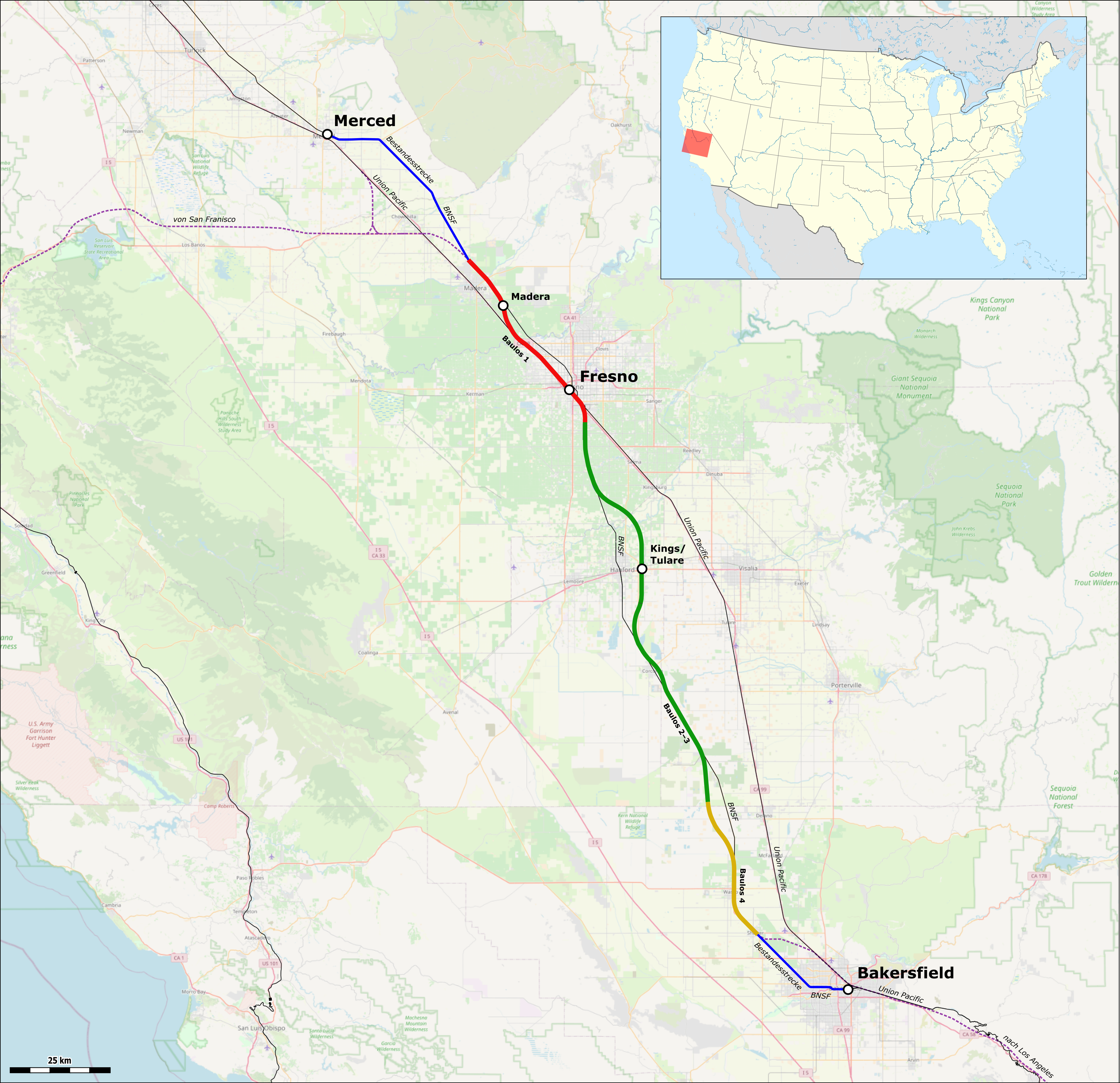
Baulose der Hochgeschwindigkeitsstrecke im Central Valley (Stand März 2012)

Die Vision, bis 2030 ein Hochgeschwindigkeitsstreckennetz in Kalifornien zu errichten, stellte sich bald als nicht realisierbar heraus, weshalb das Projekt im November 2008 in zwei Phasen aufgeteilt wurde. Die erste Phase umfasst die Strecke San Francisco–San José–Fresno–Bakersfield–Los Angeles–Anaheim inklusive der Anbindung von Merced, Phase 2 umfasst die beiden Strecken Merced–Sacramento und Los Angeles–San Diego.
In den 2010er Jahren stellte sich heraus, dass auch die reduzierte Phase 1 weniger Fortschritt macht als erwartet, denn der Landerwerb und die Durchführung der Umweltverträglichkeitsprüfung waren selbst im relativ dünn besiedelten Central Valley schwierig. Außerdem sind die hohen Kosten und die Komplexität des Baus einer neuen Strecke durch die Tehachapi Mountains ins Los-Angeles-Becken zusätzliche Hindernisse. Es wurde deshalb im November 2011 vorgeschlagen, Strecken in Abschnitten in Betrieb zu nehmen. Das erste Initial Operating Segments (IOS) sollte entweder San José–Bakersfield oder Merced–Burbank sein.
Governor Gavin Newsom kündigte im Februar 2019 an, zunächst nur den 191,5 km langen Abschnitt zwischen Merced und Bakersfield zu bauen, denn das Gesamtprojekt würde zu lange dauern und zu hohe Kosten verursachen. Dies wurde an vielen Orten als De-facto-Aufgabe des Projekts interpretiert und führte dazu, dass die Trump-Administration auf Bundesebene die Finanzierungsvereinbarung über 928 Mio. US-Dollar strich und die FRA die von ihr gesprochenen 2,5 Mrd. US-Dollar zurückforderte. Dies mit der Begründung, dass das Vorhaben, im Bundesstaat ein Hochgeschwindigkeitsstreckennetz zu bauen, nicht mehr verfolgt würde und somit die Voraussetzung für die Finanzierung nicht mehr gegeben sei.
2020 verlieh die Wahl von Joe Biden zum Präsidenten der USA dem Projekt neuen Schwung. Im Draft Businessplan 2020, der wegen der COVID-19-Pandemie überarbeitet werden musste, sind Prioritäten zur Umsetzung des Projekts aufgeführt. Die Trasse der 191,6 km lange Neubaustrecke soll bis 2023 fertiggestellt sein, sodass der Einbau der Bahntechnik beginnen kann, für die der Auftrag noch 2021 vergeben werden soll. Ab 2026 oder 2027 sollen die Testfahrten mit den Hochgeschwindigkeitszügen beginnen, der kommerzielle Betrieb zwischen Merced und Bakersfield soll 2030 aufgenommen werden. Dazu müssen an die Schnellfahrstrecke anschließende Abschnitte von Bestandsstrecken elektrifiziert werden, damit die Hochgeschwindigkeitszüge bis zu den vorgesehenen Endpunkten fahren können. In zweiter Priorität soll die Umweltverträglichkeitsprüfung für die ganze Phase 1 abgeschlossen werden und die Finanzierung für den Bau der restlichen Strecke von San Francisco nach Los Angeles geklärt werden. Danach soll die Strecke von Merced bis San José gebaut werden, von wo die Hochgeschwindigkeitszüge den bis dahin elektrifizierten Caltrain Peninsula Corridor nach San Francisco benutzen werden. Als letzte ist die Erweiterung nach Süden bis Los Angeles geplant.

## Hochgeschwindigkeitsstrecke
Das Streckennetz lehnt sich an die erfolgreichen Hochgeschwindigkeitsnetze wie etwa den Shinkansen, den LGV und andere Eisenbahnen an, in denen zwischen den großen Städten die Strecken neu trassiert werden, um die Höchstgeschwindigkeit zu erreichen, während sie im städtischen Bereich in vorhandene Gleisanlagen eingebunden werden, die zu diesem Zweck ausgebaut werden. In weiten Teilen werden die California-High-Speed-Rail-Züge auf eigenen Gleisen fahren, um im Betrieb nicht auf langsamer fahrende Nahverkehrszüge und Güterzüge Rücksicht nehmen zu müssen; nur auf den Teilstrecken San José – San Francisco und Anaheim – Los Angeles müssen die Gleise mit herkömmlichen Zügen geteilt werden. Die ersten Planungen nannten für die Neubaustrecken eine Geschwindigkeit von bis zu 250 mph (402 km/h), die aktuelle Ausschreibung für die Hochgeschwindigkeitszüge fordert mindestens 220 mph (350 km/h).
Die Strecke wird die wichtigsten Städte Kaliforniens miteinander verbinden, die meistens zu weit voneinander entfernt sind, um sie mit dem PKW zu erreichen, gleichzeitig aber noch so nahe beieinander liegen, dass die Reisezeiten wettbewerbsfähig mit dem Flugzeug sind. Auf diese Weise wird mit dem Bau des neuen Netzes eine wichtige ökonomische Nische in der Infrastruktur des Bundesstaates gefüllt. Nach den Angaben der California High Speed Rail Authority würde eine Fahrt von San Francisco nach Los Angeles 2:40 Stunden dauern. Zum Vergleich braucht der derzeitige Amtrak Coast Starlight 11:40 Stunden von Oakland an der Bucht von San Francisco nach Los Angeles. Nach der Erweiterung dürfte eine Fahrt von Sacramento, der nördlichsten Station des Netzes, bis nach San Diego, der südlichsten Station, 3:35 Stunden dauern. Beim etablierten Betrieb der vollständigen Hochgeschwindigkeitsbahnstrecke erwartet man einen Gewinn von einer Milliarde US-Dollar pro Jahr.

### Bauphasen
Als erste Neubaustrecke wurde die Strecke durch die Ebene des Central Valleys ausgeschrieben, die von der Avenue 19 im Madera County⊙ bis nach Shafter⊙ bei Bakersfield führt und 2030 in Betrieb gehen soll.
Danach soll die Strecke von San José nach Merced folgen. Die nördliche Verlängerung in die San Francisco Bay Area war in der Planung von 2012 als dritter zu bauender Streckenabschnitt geplant, wurde aber in der überarbeiteten Fassung von 2016 gegenüber dem geologisch schwierigen Südteil bevorzugt. Ursprünglich wurde eine Streckenführung über den nördlicheren Altamont Pass geplant, der heute schon von der Oakland Subdivision der Union Pacific benutzt wird, auf der die Vorortzüge des Altamont Corridor Express verkehren. Dies wurde jedoch bald verworfen und eine Streckenführung über den südlicheren Pacheco-Pass nach San José favorisiert. In einer Bauvorleistung wird der Bahnhof von San José schon für den Anschluss an die Neubaustrecke vorbereitet. Bisher ist San José der Endpunkt des Caltrain, der in einer sehr geraden Trassierung San Francisco anbindet. Die Hochgeschwindigkeitszüge werden im Mischbetrieb mit den Nahverkehrszügen über diese Altbaustrecke verkehren, die seit 2024 elektrifiziert ist. 
Südlich von Bakersfield führt die Strecke durch die Tehachapi Mountains, die das San Joaquin Valley vom San Fernando Valley trennen. Der Neubau über den Tehachapi Pass parallel zur Staatsstraße 58 ist der teuerste Abschnitt des gesamten Projektes. Nach der Überquerung des Gebirges erreicht die Strecke die Ebene der westlichen Mojave-Wüste. Der Großraum Palmdale/Lancaster mit einer halben Million Einwohner wird mit einer eigenen Station in Palmdale angeschlossen.
Die Hochebene von Palmdale wird durch die San Gabriel Mountains von der Küstenebene von Los Angeles getrennt. Ursprünglich sollte die Strecke hier oberirdisch der Valley Subdivision von Metrolink folgen, in neueren Planungen wird jedoch eine Tunnelstrecke unter dem Gebirge bevorzugt, die bei Burbank ihre erste Station hat. Über die bestehende Strecke kann von Burbank die Union Station im Stadtzentrum von Los Angeles erreicht werden. Eine südliche Verlängerung von Union Station über Norwalk bis Anaheim ist in Planung.
Die weiteren Bauabschnitte befinden sich noch nicht im Planungsstadium. Vorgesehen ist eine Verlängerung südlich von Los Angeles über Riverside nach San Diego entlang der Strecke des Pacific Surfliners. Im nördlichen Bereich wird von Merced über Stockton nach Sacramento verlängert. Beide Verbindungen können bis dahin über Altbaustrecken erreicht werden.
Der Brightline West (ehemals DesertXpress) ist nicht Teil der CHSRA-Planung und wird eigenständig betrieben. In den ersten Planwerken wurde dieser bis Victorville geführt, von dort gibt es schon eine Anbindung über eine Talstrecke nach Los Angeles. In der letzten Überarbeitung 2012 ist nun jedoch eine Weiterführung durch die Wüste bis Palmdale geplant, womit ein Übergang sowohl zur California High-Speed Rail und zur Metrolink-Vorortlinie von Los Angeles geschaffen wird.

### Initial Operating Section
Ursprünglich sollten auf bereits gebauten Strecken herkömmliche Züge als Regionalexpresse verkehren, bis der Betrieb mit Hochgeschwindigkeitszügen aufgenommen würde. Im November 2011 wurde die Inbetriebnahme einer Initial Operating Section ‚ersten Betriebsabschnitts‘, abgekürzt IOS vorgeschlagen, wobei als IOS entweder die Strecke Bakersfield–San José oder die Strecke Merced–Burbank vorgeschlagen wurden, wobei man sich im April 2012 für die südliche Variante entschied. So sollten ab 2022 Züge über die Tehachapi Mountains verkehren, und an den Endpunkten der IOS einen Umstieg in den jeweiligen Regionalexpress anbieten, mit dem San Francisco und Los Angeles erreicht werden könnte.
Mit dem Businessplan 2016 wurde nicht mehr die südliche, sondern die nördliche IOS verfolgt, bei der die Millionenstädte San José, Fresno und Bakersfield verbunden worden wären, und damit eine bessere Anbindung des Central Valley an das international bedeutende Silicon Valley erlaubt hätte. Durch mehrjährige Verzögerungen wurde die Betriebsaufnahme auf 2025 verschoben.
Im März 2018 wurde vorgeschlagen, die IOS auf den Abschnitt Merced–Bakersfield zu kürzen und dafür die Strecke San Francisco–San José–Gilroy auszubauen. Im Mai 2019 wurde nur noch die Strecke Merced–Bakersfield als IOS vorgeschlagen.
| Status      | Planabschnitt          | Länge | Länge | Inbetriebnahme  | Inbetriebnahme  | Inbetriebnahme | Inbetriebnahme |
| Status      | Planabschnitt          | km    | mi    | Planung 2012    | Planung 2016    | Planung 2020   | Planung 2025   |
| ----------- | ---------------------- | ----- | ----- | --------------- | --------------- | -------------- | -------------- |
| Kein Neubau | San Francisco–San Jose | ≈ 82  | 51    | 2029            | 2029            | 2022 1)        |                |
| Geplant     | San Jose–Merced        | ≈ 135 | 84    | 2026            | 2025 (IOS 2025) |                |                |
| Im Bau      | Merced–Fresno          | ≈ 105 | 65    | 2017 (IOS 2022) | 2018 (IOS 2025) | (IOS 2030)     |                |
| Im Bau      | Fresno–Bakersfield     | ≈ 183 | 114   | 2021 (IOS 2022) | 2021 (IOS 2025) | (IOS 2030)     |                |
| Geplant     | Bakersfield–Palmdale   | ≈ 129 | 80    | 2022 (IOS 2022) | 2029            |                |                |
| Geplant     | Gilroy–Palmdale        | ≈ 470 | 290   |                 | 2029            |                | 2045           |
| Geplant     | Palmdale–Burbank       | ≈ 79  | 49    | 2022 (IOS 2022) | 2029            |                |                |
| Geplant     | Burbank–Los Angeles    | ≈ 23  | 14    | 2028            | 2029            |                |                |
| Geplant     | Los Angeles–Anaheim    | ≈ 48  | 30    | 2029            | 2029            |                |                |
| Phase 2     | Los Angeles–San Diego  | ≈ 269 | 167   |                 |                 |                |                |
| Phase 2     | Merced–Sacramento      | ≈185  | 115   |                 |                 |                |                |
| Studie      | Altamont Corridor      |       |       |                 |                 |                |                |

1) In der Planung 2020 wird kein Neubau der Strecke vorgesehen, sondern die Mitbenutzung der elektrifizierten Caltrain-Strecke.

### San Francisco–San José

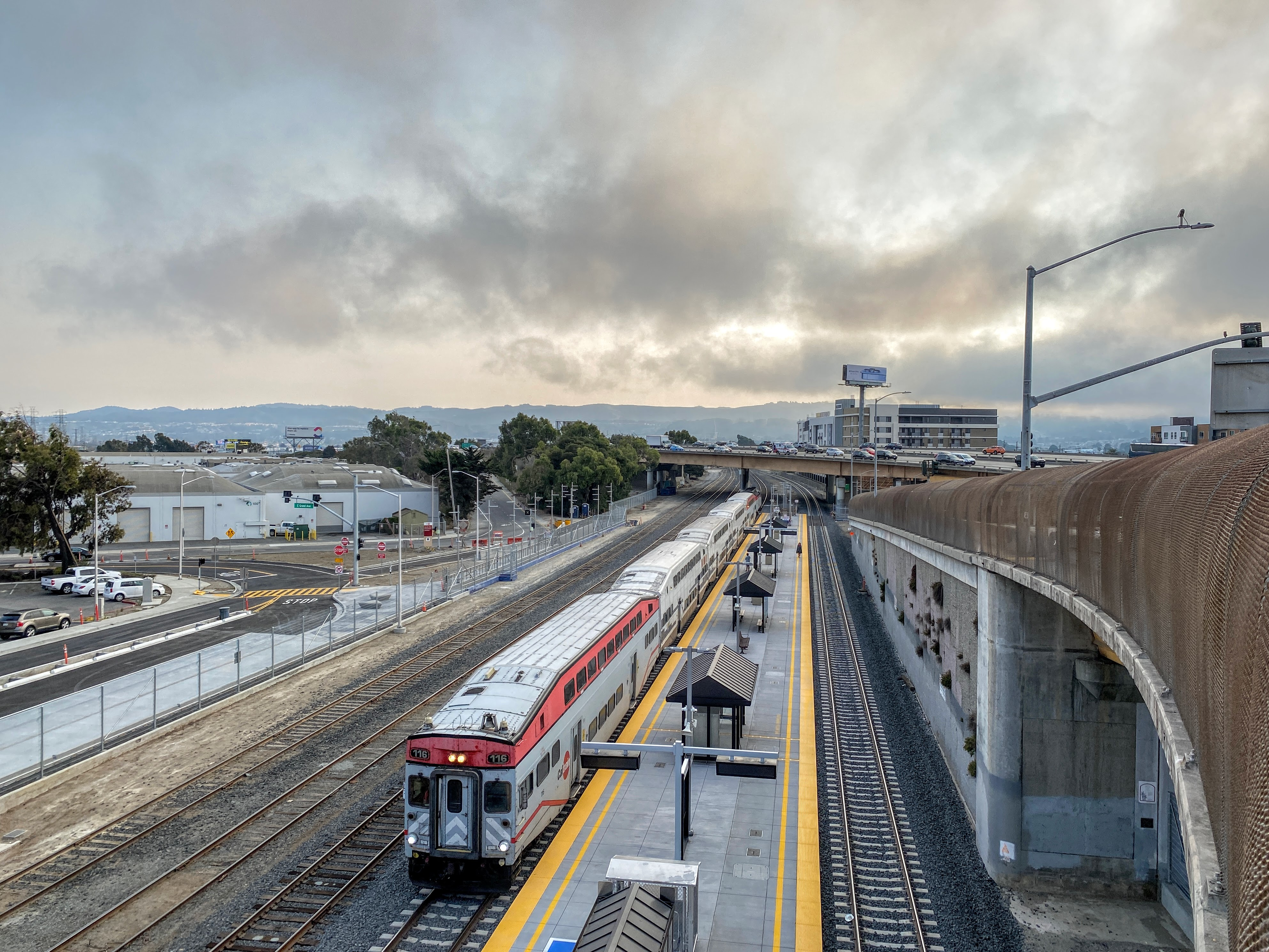
Der Bahnhof von South San Francisco wurde grundlegend umgebaut, um die Vorbeifahrt von Hochgeschwindigkeitszügen gefahrlos für Reisende im Regionalverkehr zu ermöglichen

Die Verbindung von San Francisco ins südlichere San José zählt zu den ältesten Bahnstrecken der USA und wurde 1851 eröffnet. Mit der Einführung von Caltrain stieg die Bedeutung des Vorortverkehrs gegenüber dem Güterverkehr. Durch die massiv steigende Auslastung wurde schon vor der Planung einer Hochgeschwindigkeitslinie die Elektrifizierung und der weitere Ausbau der Strecke in Betracht gezogen. Die Beschlussfassung der Hochgeschwindigkeitslinie verstärkte die Bemühungen. Im Sommer 2016 wurden die ersten elektrischen Doppelstocktriebzüge vom Typ KISS bei Stadler bestellt. Nach einiger Verzögerung startete der elektrische Betrieb im August 2024.
Die Hochgeschwindigkeitszüge sollen in diesem Abschnitt parallel oder auf den gleichen Gleisen wie Caltrain verkehren. Perspektivisch ist mit der Downtown Rail Extension eine unterirdische Fortführung ins Stadtzentrum von San Francisco angedacht.
Die wesentliche Problematik in diesem Bauabschnitt liegt im Parallelbetrieb von Caltrain und CHSRA-Zügen. Die Linien des Caltrain werden traditionell mit Doppelstockzügen mit niederflurigem Einstieg an niedrigen Bahnsteigen betrieben, während die Hochgeschwindigkeitslinien mit international bewährten hochflurigen Fahrzeugen betrieben werden sollen. Auch letztere sollen dabei einen stufenlosen Zugang bekommen, somit also an hohen Bahnsteigen. Daher wurden die neuen KISS-Doppelstockwagen von Caltrain sowohl mit einem niederflurigen als auch mit einem hochflurigen Einstieg ausgestattet. Vorläufig befinden sich im Einstiegsbereich für hohe Bahnsteige noch Sitze, weil alle Bahnsteige noch niedrig sind. Mit diesen Triebzügen müssen keine getrennten Bahnsteige für den Regional- und Hochgeschwindigkeitsverkehr errichtet werden.

### San José–Merced

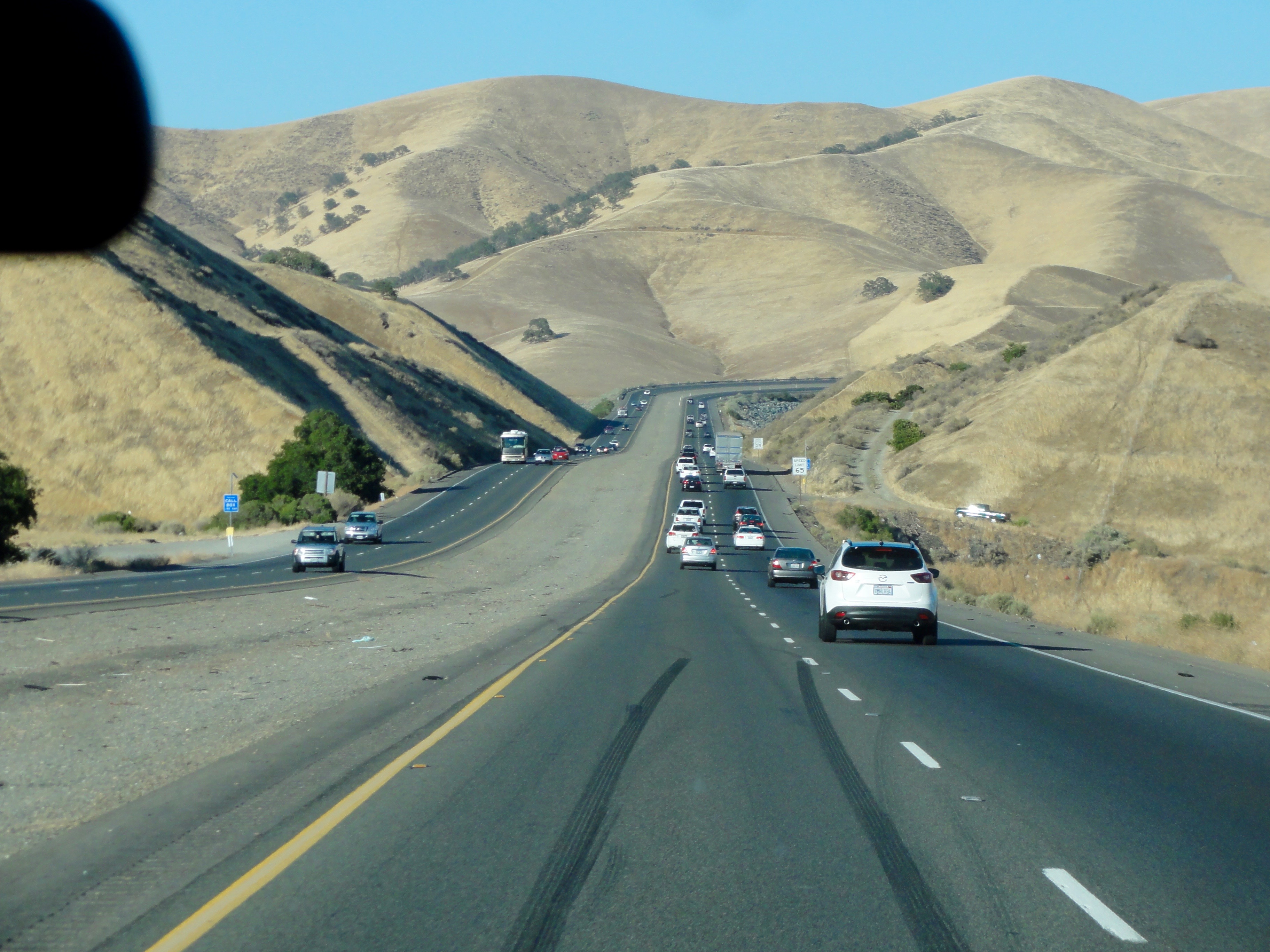
Pacheco Pass

Die Strecke nach San José ins Central Valley, dem Kalifornischen Längstal, wird unter dem Bauabschnitt San José nach Merced geplant. Tatsächlich wird die Bahnstrecke jedoch am Chowchilla-Gleisdreieck enden, von dem die Züge entweder nördlich nach Merced oder südlich nach Fresno verkehren sollen. Das Gleisdreieck liegt dabei nur wenige Kilometer südlich von Merced.
Der Grund für diese Streckenführung liegt darin, dass östlich von San José eine Gebirgskette liegt. Nur anfänglich wurde überlegt, die Hochgeschwindigkeitslinie nördlich abknicken zu lassen, um über den Altamont Pass ins kalifornische Längstal zu kommen. Da diese Strecke jedoch aufwändiger ist und sich anliegende Städte auch dagegen aussprachen, wurde sie verworfen. Der schon heute über die Passstrecke führende Altamont Corridor Express soll später für höhere Geschwindigkeiten (zum „Super-ACE“) mit bis zu 150 mph ausgebaut werden.
Im weiteren Planungsverlauf führt die Bahnstrecke jedoch südlich geradeaus von San José nach Gilroy, wie sie auch schon mit wenigen Zugpaaren des Caltrain betrieben wird. Hinter Gilroy kann die Bahnstrecke dann östlich über den Pacheco-Pass in den Diablo Range führen, erreicht das Längstal dort allerdings schon südlich von Merced. Diese Streckenführung liegt dabei ähnlich einer vorhandenen Güterverkehrsstrecke. Da die Strecke entlang schützenswerter Natur verläuft, wurde sie vom einflussreichen Sierra Club kritisiert, es wurden jedoch letztlich keine weiteren alternativen Trassierungen geprüft.
Entsprechend dem überarbeiteten Businessplan von 2016 wird dieser Bauabschnitt mit Priorität vorangetrieben. Sobald diese Strecke fertig ist, kann mit dem Erstbetrieb von Hochgeschwindigkeitszügen von San José über Fresno nach Bakersfield begonnen werden. Einzelne Linien können dann auch von San José direkt nach Merced führen. Allerdings ist Merced mit 80 000 Einwohnern im Vergleich zum Großraum Fresno mit fast einer Million Einwohnern vergleichsweise unbedeutend. Obwohl die Direktverbindung ins Silicon Valley im Businessplan 2016 nicht mehr enthalten war, wird die Strecke nach Merced auch für die IOS 2025 empfohlen – dazu soll Merced wenigstens mit einer eingleisigen Kurve von San José nach Merced am Chowchilla-Dreieck angebunden werden (siehe Strecke Merced nach Fresno).
Die Änderung im Businessplan änderte die Prioritäten der Bauplanung. Noch im Laufe des Jahres 2017 soll die Planfeststellung erfolgen, um noch Ende 2017[veraltet] mit dem Bau beginnen zu können. Es gibt dabei in weiten Strecken zwei Optionen: beim Bahnhof San José wird überlegt, neben der Umnutzung vorhandener Bahnsteige eine leistungsfähigere Version zu errichten, bei der die Bahnsteige der Hochgeschwindigkeitsstrecke über den vorhandenen Bahnsteigen errichtet werden. Südlich des Bahnhofs müssen Schnellstraßen überbrückt werden, wofür zwei Varianten vorliegen. Beim Bahnhof Gilroy gibt es neben dem Ausbau der Station im Stadtzentrum (Downtown Gilroy Station) die Idee, die Bahnstrecke östlich vorbeizuführen und auf freiem Feld einen neuen Bahnhof zu errichten (East Gilroy Station). Die Station im Stadtzentrum wird zwar bevorzugt, ist allerdings durch die Eisenbahngesellschaft Union Pacific blockiert, die kein Land am Bahnhof abgeben will, und schon im Vorfeld einer sehr engen Führung entlang ihrer Bahnstrecke widersprochen hatte. So gibt es neben der Führung entlang der existierenden Bahntrasse auch die Option entlang U.S. Highway 101 etwas weiter östlich. Durch Kombination der jeweils zwei Alternativen entstehen eine Reihe von Möglichkeiten, die sich in Klärung befinden und im Winter/Frühjahr 2017 zur Entscheidung vorgelegt werden sollten.
Der Zeitplan musste 2017 schließlich verworfen werden. Voruntersuchungen hatten gezeigt, dass der alte Plan über den Pacheco-Pass mit fünf kurzen Tunnelstücken zu nah am San Luis Reservoir Stausee vorbeiführt. Stattdessen ist nun ein einzelner langer Tunnel von 22 km (13,7 Meilen) geplant. Die Probebohrungen dafür im Franciscan-Komplex-Gestein begannen im Juni 2017 und werden auch noch 2018 durchgeführt, um die Risiken abschätzen zu können – nach Schätzungen aus ähnlichen Projekten gibt es eine Spannweite von 5 Milliarden bis zu 15 Milliarden US-Dollar. Die zur Verfügung stehenden Finanzmittel reichen dafür nicht aus. Maßgeblich ist auch, dass an einer tektonischen Verwerfung mit möglichen Erdbeben der Stärke 7,1 gebaut wird. Nach Abschluss der geologischen Untersuchungen kann überhaupt erst eine finale Route festgelegt werden, zu der ein Planfeststellungsverfahren angesetzt werden kann. Experten verweisen darauf, dass die anschließende Ausschreibung bis zu einem Jahr dauern kann, der Bau und Einrichtung einer Tunnelbohrmaschine nochmals ein Jahr, und mit einer mindestens dreijährigen Phase der tatsächlichen Bohrung ist auch der Zeitplan für die Eröffnung der Strecke bis 2025 schon gefährdet.

### Merced–Fresno

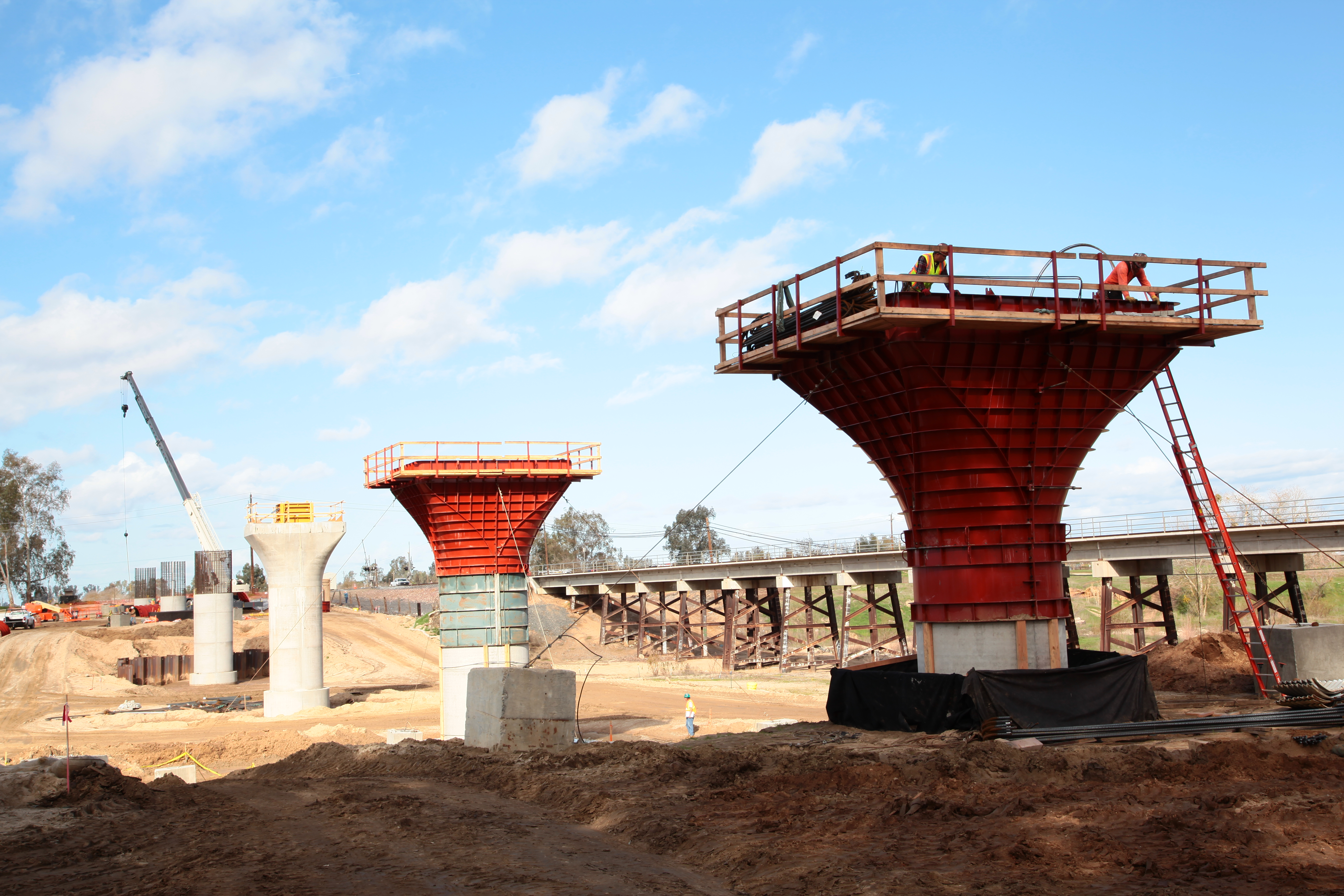
Neubau der Eisenbahnbrücke über den Fresno River – die alte BNSF Eisenbahnbrücke ist dahinter noch zu sehen

Die Verbindung von Merced nach Fresno wurde als erste Neubaustrecke der initialen Bauphase ausgeschrieben. Die Errichtung der Kunstbauwerke wird durch das Tutor Perini/Zachry/Parsons Joint Venture für knapp eine Milliarde (20 % unter den erwarteten Kosten) durchgeführt. Die kommerzielle Inbetriebnahme des Abschnitts ist bis 2030 als Teil des IOS Merced–Bakersfield geplant.
Nach der Vergabe im April 2013 war der Spatenstich für Juli 2013 geplant, konnte aber wegen hängiger Einsprachen nicht durchgeführt werden. Trotzdem begannen die ersten Bauarbeiten am 20. August 2013. Der feierliche erste Spatenstich erfolgte am 6. Januar 2015 in Fresno.
Das Paket CP1 umfasst 32 Meilen (51,5 km) von Fresno bis zur Avenue 17 östlich von Madera. Die ersten neuen Brücken wurden im Frühjahr 2016 errichtet. Ursprünglich wurde eine Fertigstellung für 2018 erwartet, durch die Verzögerungen vor dem ersten Spatenstich wird nun mit einer Fertigstellung des Unterbaus bis 2023 gerechnet, danach soll die Bahntechnik eingebaut werden, sodass die Probefahrten 2026 oder 2027 beginnen können. Die Züge werden von nördlich der Avenue 17 die bestehende Strecke nach Merced benutzen.
Die weitere Trassierung, insbesondere im Bereich des Chowchilla Gleisdreieck, befindet sich noch in der Erarbeitung. Ende 2012 wurden für das Chowchilla Gleisdreieck noch 14 Varianten geprüft, was auf 6 Varianten ab Januar 2013 eingeschränkt wurde, und im März 2013 auf 4 Varianten für eine genauere Untersuchung beschränkt wurde. Von den 2015 verbliebenen 3 Varianten bevorzugt die Gemeindevertretung von Chowchilla die südlichste Trassierung (Avenue 21/Road 13), da sich die anderen näher an Chowchilla liegenden Varianten mit schon vorhandenen städtischen Planungen überschneiden. Im Juni wurde eine neue vierte Variante weiter östlich aufgenommen, eine Entscheidung zur Vorzugsvariante wird im Januar 2017[veraltet] erwartet.

### Fresno–Bakersfield

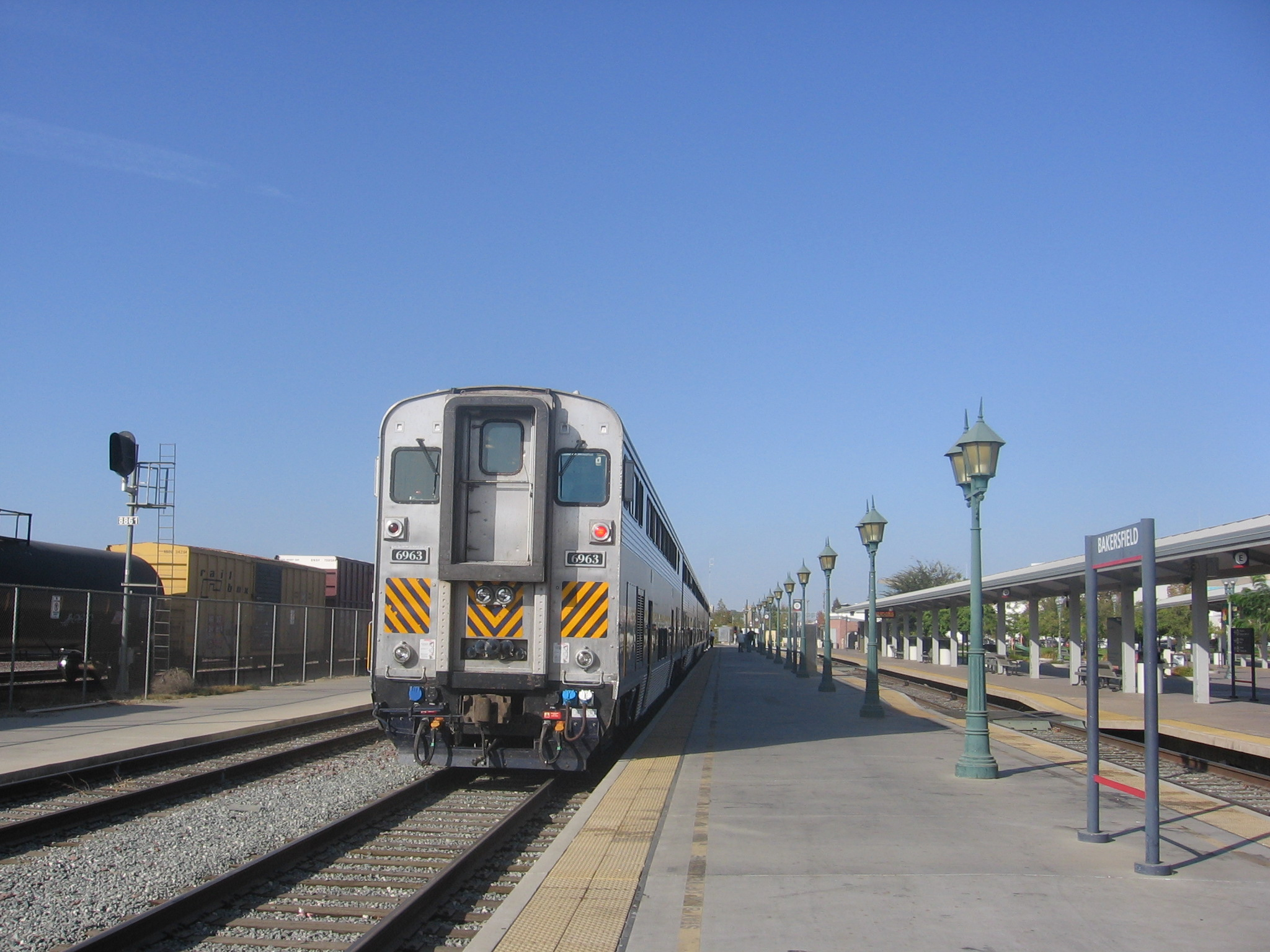
Station in Bakersfield

Die Streckenführung von Fresno bis nach Bakersfield liegt parallel zur bestehenden Eisenbahnstrecke und wurde im August 2014 von der Eisenbahnbehörde bestätigt.
Im Businessplan 2016 wurden die Planungen so abgeändert, dass die Verlängerung von Fresno schon vor der Stadt bei Shafter endete. Dort sollte ein Bahnsteig errichtet werden, der für einige Jahre in Betrieb gewesen wäre, bis die Strecke südlich verlängert werden kann. In Bakersfield ist dann die Errichtung eines komplett neuen Bahnhofs geplant. Nach ersten Anhörungen wird empfohlen, die Neubaustrecken zeitweilig noch weiter vor der Stadt bei Wasco enden zu lassen, wo ein Umstieg auf herkömmliche Amtrak-Züge möglich ist, die dann über Altbaustrecken das Stadtzentrum von Bakersfield erreichen würden.
Der Stadtrat von Bakersfield hat sich einstimmig gegen diese Neuplanung ausgesprochen, und hält den provisorischen Halt für Geldverschwendung, und fürchtet die wirtschaftlichen Vorteile eines Anschlusses an das Hochgeschwindigkeitsnetz eben erst 2029 statt schon 2025 zu bekommen. Für eine Abstimmung im November 2016, die eine weitere Finanzierungsmöglichkeit bringen könnte, wird derzeit beraten.
Das Paket CP2-3 führt südlich von Fresno erst entlang der BNSF Strecke und biegt vor Hanford nach Osten um die Stadt zu umfahren. Östlich von Hanford wird die Kings/Tulare Regional Station gebaut, die aber nicht von allen Zügen bedient werden soll. Nach Hanford führt die Neubaustrecke wieder zurück an die Altbaustrecke der BNSF heran. Sie endet 1,6 km nördlich der Grenze von Kings County und Kern County. Das Paket CP2-3 mit 60 Meilen (96,5 km) wurde im Dezember 2014 an das Konsortium Dragados/Flatiron/Shimmick vergeben, die mit ihrem Gebot von 1,23 Milliarden US-Dollar deutlich unter dem erwarteten Bereich von 1,5 bis 2,0 Milliarden US-Dollar lagen. Die Planungsbehörde hat für dieses Paket nachfolgend 1,4 Milliarden US-Dollar bereitgestellt. Allerdings kam es insbesondere bei der Verlegung von Leitungen zu erheblichen Kostensteigerung im Stadtgebiet von Fresno, bei der sich die erwarteten Kosten von 69 auf 396 Millionen US-Dollar vervielfachten. Der Vertrag mit Flatiron-Dragados wurde im Juni 2015 unterschrieben. Baubeginn war im August 2018. Der Unterbau soll bis 2023 fertiggestellt sein, Testfahrten sollen 2026 oder 2027 beginnen, der kommerzielle Betrieb soll 2030 aufgenommen werden.
Das Paket CP4 führt vom Ende des CP2-3 weiter und endet nördlich von Shafter. Die Vergabe für die 22 Meilen (35,4 km) lange Strecke erfolgte im Januar 2016 an die Gesellschaft California Rail Builders, die mit ihrem Gebot von 347,5 Millionen US-Dollar deutlich unter dem erwarteten Bereich von 400 bis 500 Millionen US-Dollar lagen. Zusammen mit Zahlungen für die Verlegung von Trassen von Versorgungsunternehmen hat die Planungsbehörde 444 Millionen Euro für das Paket bereitgestellt. Der Unterbau soll 2022 fertiggestellt sein, sodass dies die erste Strecke des Projektes sein wird, wo der Einbau der Bahntechnik beginnen kann. Auch hier soll nach Testfahrten der kommerzielle Betrieb 2030 aufgenommen werden.

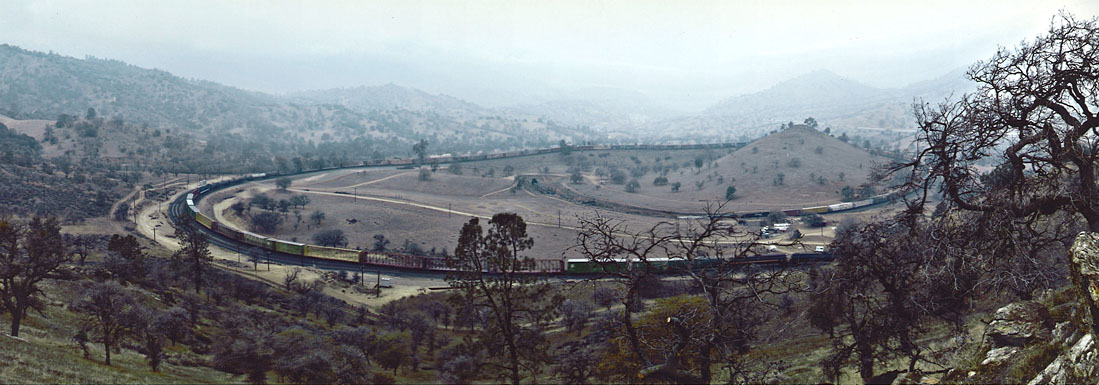
Geländeansicht am Tehachapi Loop

### Bakersfield–Palmdale
Südlich von Bakersfield gibt es derzeit keine Eisenbahnverbindung über die Tehachapi Mountains, die das San Joaquin Valley vom San Fernando Valley (mit Los Angeles) trennen. Es gibt nur eine eingleisige, sehr kurvige, von Güterzügen genutzte Strecke über den Tehachapi Loop in die Mojave-Wüste. Diese Neubaustrecke von Bakersfield über Palmdale nach Los Angeles sollte bis 2021 errichtet werden, eine Inbetriebnahme der Verbindung von der Bay Area bis Los Angeles sollte ab 2022 erfolgen. In der neueren Planung wird dies nun zurückgestellt auf das Jahr 2029.
Der Neubau über den Tehachapi Pass parallel zur Staatsstraße 58 ist der teuerste Abschnitt des Gesamtprojektes und wird als Herzstück des Gesamtprojektes angesehen. Die verstädterten Großräume an der Bucht von San Francisco und des Kalifornischen Längstals sind derzeit per Schiene weitgehend getrennt von den Großräumen von Los Angeles, Palmdale und weiter südlich San Diego. Die einzigen Verbindungen im Reiseverkehr gibt es entlang einer Küstenstrecke, die für 660 Kilometer über zwölf Stunden benötigt. Politisch wurde es so gesehen, dass selbst bei einem Fehlschlag des Projektes einer Hochgeschwindigkeitslinie eine neue Schienentrasse über die Gebirge immer noch einen großen Vorteil einbrächte. Die Zurückstellung in der neueren Planung wird daher kritisch gesehen.

### Palmdale–Burbank

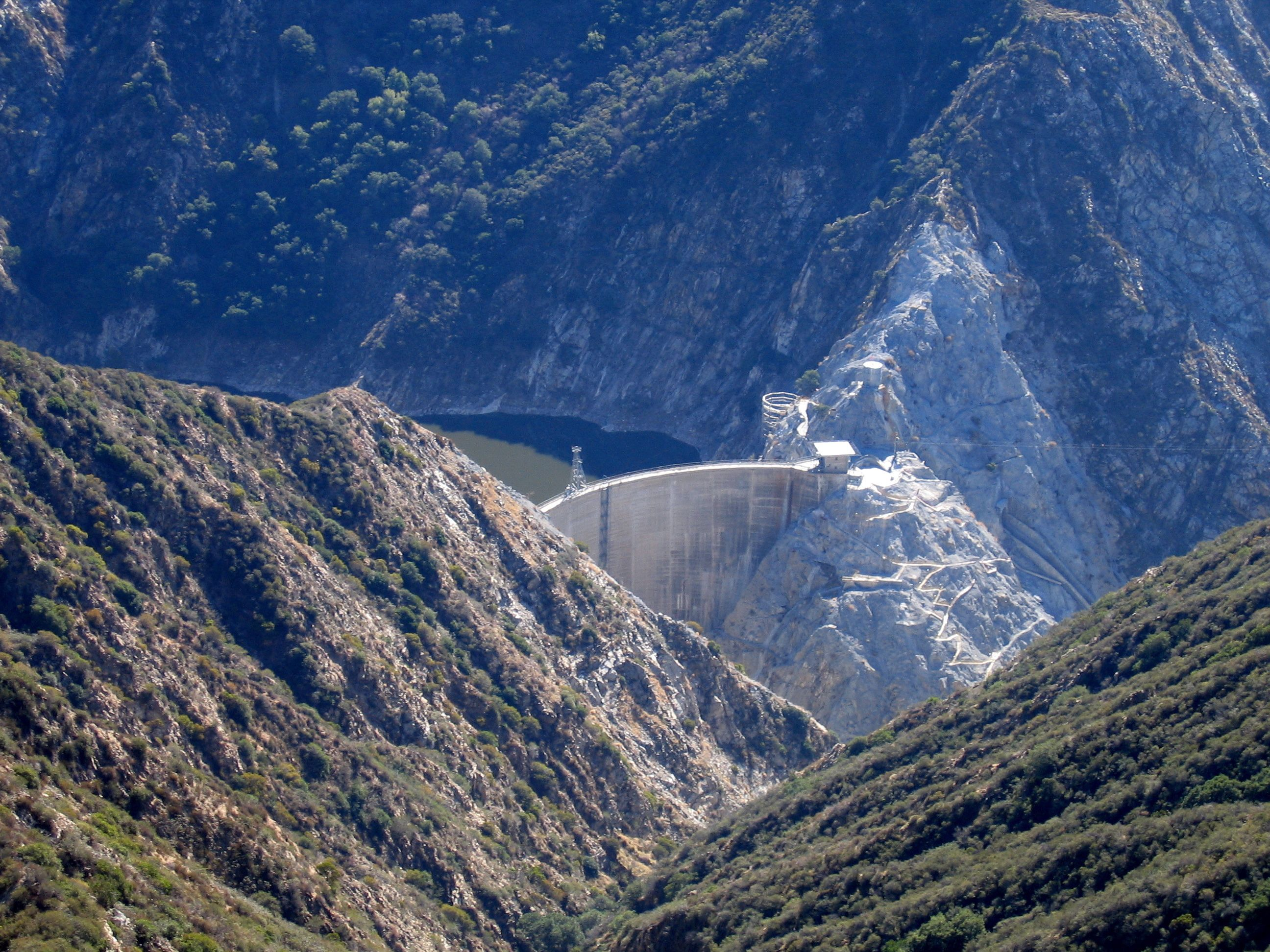
Gebirgszüge östlich und westlich des Pacoima Damms in der Bildmitte

Die 61 km lange Strecke verläuft überwiegend in Tunneln unter den San Gabriel Mountains und wird keine Zwischenstationen haben. Der größte Teil der Strecke ist für eine Geschwindigkeit von 350 km/h ausgelegt.
Die Strecke verläuft von Palmdale in einem Tunnel in südwestlicher Richtung entlang der California State Route 14 bis zum Agua Dulce Canyon, der mit einer Brücke überquert wird. Nach einem kurzen Tunnel werden an der Stadtgrenze von Santa Clarita der Santa Clara River und die von Metrolink betriebene Antelope Valley Line, die bestehende Bahnstrecke von Palmdale nach Los Angeles, überquert, bevor die Hochgeschwindigkeitsstrecke in einem langen Tunnel Richtung Süden verschwindet. Am Hollywood Burbank Airport trifft die Strecke auf die Antelope Valley Line, die von Sylmar geradeaus nach Burbank verläuft und von den Hochgeschwindigkeitszügen mitbenutzt werden soll. Im September 2022 wurde der Entwurf der Umweltstudie für Streckenabschnitt Palmdale–Burbank veröffentlicht.
Diese Trasse wurde aus mehreren vorgeschlagenen Trassenvorschlägen ausgewählt. Es gab zwei Vorschläge, die der State Route 14 folgten und am Hollywood Burbank Airport in die bestehende Antelope Valley Line mündeten. Sie wurden mit SR14 bezeichnet. Die Vorschläge für Neubaustrecken durch die Waldgebiete weiter östlich erhielten Bezeichnungen mit E für East. Sie erlaubten eine kürzere Streckenführung, würden aber aus Umweltschutzgründen weitgehend unterirdisch verlaufen und hätten bis zu 15 Meilen (25 Kilometer) lange Tunnel unter den San Gabriel Mountains erfordert. Die Direktverbindung hätte die Regionalanbindung von Palmdale von derzeit ca. 90 auf ca. 14 Minuten verkürzt.
Für eine mögliche Beschlussfassung wurden die Trassenführungen von der Planungsbehörde weiter untersucht und im März 2016 in drei möglichen verfeinerten Varianten vorgelegt (englisch redefined alternatives) vorgestellt. Die bestehende Route SR14 folgt im westlichen Teil nicht mehr der Antelope Valley Line, sondern erhielt einen Tunnel, der westlich des Pacoima Reservoir verläuft. Die Route E1 hat den gleichen Endpunkt von einer Trasse östlich des Pacoima Reservoir. Die Route E2 hingegen verläuft geradeaus, überquert das Tal des Hansen Dams oberirdisch weiter östlich, um mit einer weiteren Tunnelstrecke erst hinter dem Flughafen Burbank mit einem weiteren Tunnelabschnitt wieder an die Oberfläche zu gelangen. Bei allen drei verfeinerten Varianten gibt es keine Verbindung mehr mit Sylmar, sondern die erste Station im Los Angeles Basin ist Burbank. Im September 2018 entschied sich die Planungsbehörde dann für eine weiter verfeinerte Route SR14 (Refined SR14A) fest, da diese die geringsten Risiken birgt, wie sich auch aus Bodenuntersuchungen ergaben.

### Burbank–Los Angeles

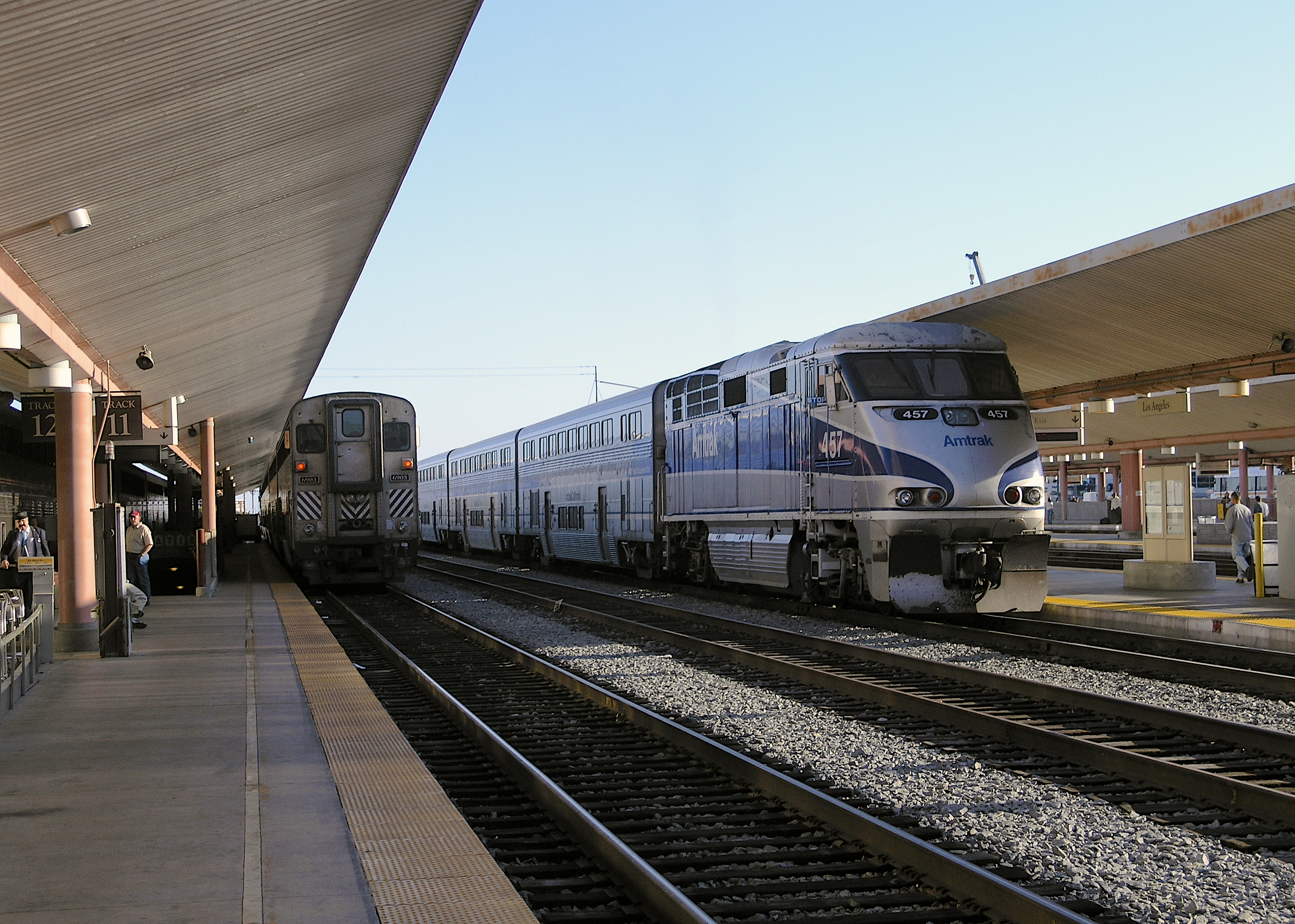
Surfliner in der Union Station

In der Ebene von Los Angeles soll die bereits bestehende Antelope Valley Line von Metrolink genutzt werden, um die Los Angeles Union Station im Stadtzentrum von Los Angeles zu erreichen. Diese Strecke muss im Wesentlichen nur elektrifiziert werden. Der Bahnhof Burbank ist derzeit nur ein kleiner Bahnhof und wird als Umsteigebahnhof zu zwei Metrolink-Strecken und zukünftig auch zum Pacific Surfliner umgebaut.

### Los Angeles–Anaheim

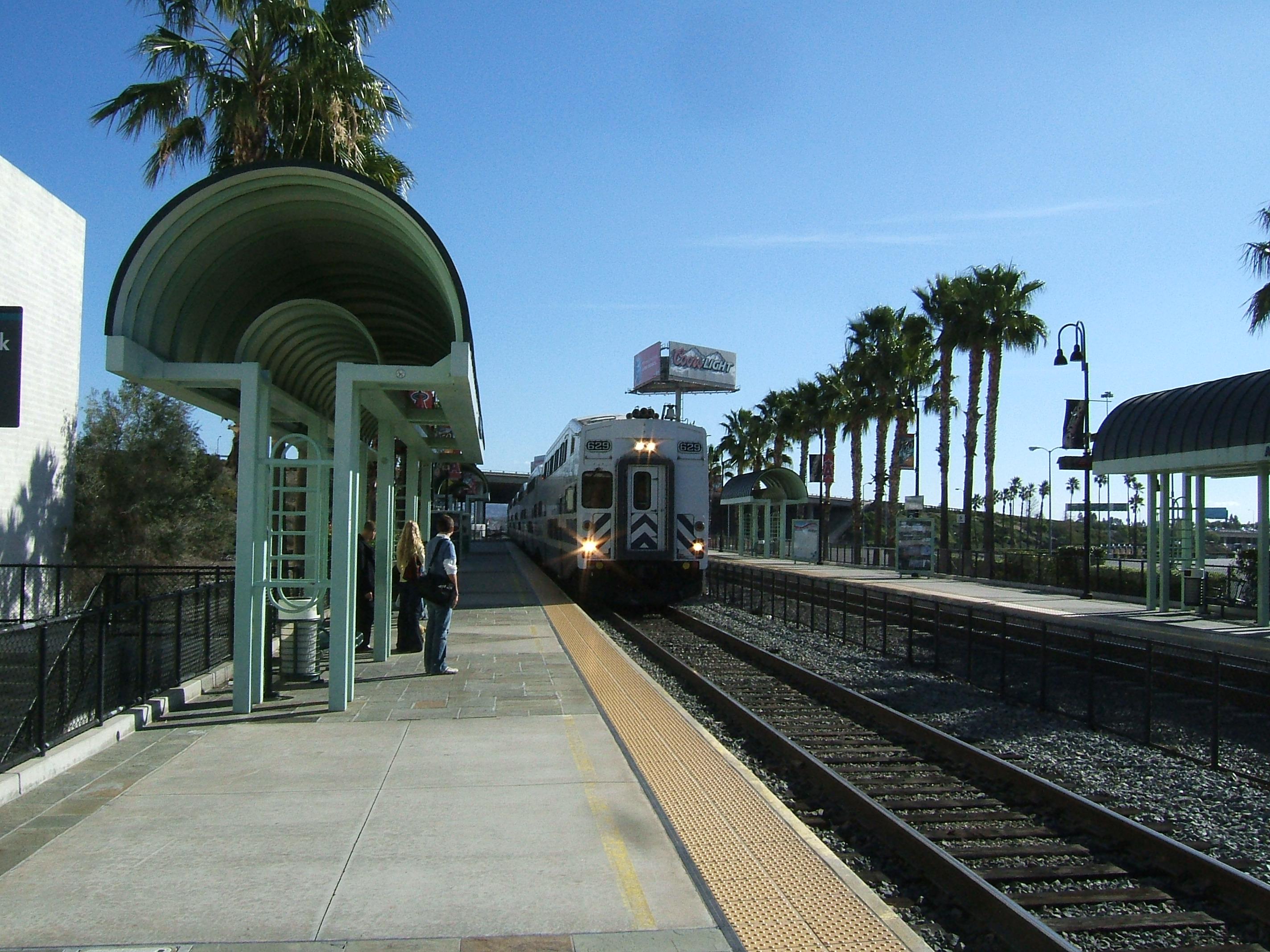
Metrolink in der Anaheim Station

Eine der Strecken, die sich an der Los Angeles Union Station im Stadtzentrum von Los Angeles treffen, führt südlich der Station in Richtung der Küste und schließt mehrere wichtige Orte dort an. Diese Strecke muss im Wesentlichen nur elektrifiziert werden. In der Planung von 2012 war dieser Bauabschnitt erst ab 2029 mit einer direkten Verbindung der Hochgeschwindigkeitslinie vorgesehen, im Gegensatz zur Anbindung des Stadtzentrums ab 2022. In der neueren Planung von 2016 wird der Abschnitt weiter mit 2029 angegeben, zeitgleich mit der Inbetriebnahme nach Los Angeles überhaupt, aber Teile des Projektes sind nur noch als optional gekennzeichnet. Die erste Vorlage zu Streckenführung und Erweiterungen wurde im Dezember 2017 erwartet.
Vorgreifend hat die Gemeinde aber schon ein neues Bahnhofsgebäude errichtet, das ARTIC / Anaheim Regional Transportation Intermodal Center. Dabei wurden Vorkehrungen für eine Erweiterung der Umstiegsmöglichkeiten geschaffen, nicht nur zu Bus und Taxi, sondern auch zu einem diskutierten Straßenbahnprojekt – die Anaheim Rapid Connection Strecke würde dann auch vor die Tore des Disneyland Resort führen.

## Betreiber
Die Planungsbehörde hat Planungsleistungen ausgeschrieben, die auch den Betrieb der initialen Strecke (IOS) umfassen. Für diesen kombinierten Auftrag haben sich bis April 2017 fünf Konsortien interessiert. Denn der zu kürende Vorlaufbetreiber (Early Train Operator, abgekürzt ETO) sollte nicht nur bei Entwicklung und dem Management der Hochgeschwindigkeitslinie unterstützen, sondern ihm wurden auch gute Chancen vorausgesagt, die Ausschreibung für den endgültigen Betrieb zu gewinnen.
- China HSR ETO Consortium: China Railway International, Beijing Railway Administration, China Railway Eryuan Engineering Group, China Railway Corporation
- DB International US: DB International USA, Deutsche Bahn, Alternate Concepts, HDR
- FS First Rail Group: Ferrovie dello Stato Italiane, FirstGroup, Trenitalia, Rete Ferroviaria Italiana, Centostazioni, Italferr, McKinsey & Company
- Renfe: Renfe Operadora, Globalvia Inversiones, Administrador de Infraestructuras Ferroviarias, Amtrak
- Stagecoach Group: Stagecoach Group, mit der US-Fernbustochter Coach USA (Marke Megabus)

Die vier erstgenannten Konsortien reichten schließlich ein verbindliches Angebot ein; Stagecoach verzichtete darauf. Im Oktober 2017 wurde die Entscheidung für das DB-Konsortium bekanntgegeben. Der beabsichtigte Zuschlag verzögerte sich wegen einer Vergabebeschwerde des zweitplatzierten Renfe-Konsortiums, erfolgte dann aber doch am 15. November zugunsten der DB.

## Fahrzeuge
In Rückgriff auf frühere Planungen in den USA (etwa für den Raum Houston-Dallas) sollten die Neubaustrecken für Geschwindigkeiten von bis zu 250 mph (etwa 400 km/h) projektiert werden. Dies entspricht dem derzeit bei der Eisenbahnbehörde maximal erlaubten Wert für schienengebundene Fahrzeuge. Die Mindestgeschwindigkeit zur Klassifizierung als Hochgeschwindigkeitszug ist dabei historisch in den USA verschieden, in Kalifornien wird der Bereich ab 125 mph (etwa 200 km/h) verwendet (in Annäherung an europäische Bestimmungen), während die Federal Railroad Administration schon ab 110 mph (etwa 180 km/h) die Züge zum „Regional“ Hochgeschwindigkeitsverkehr rechnet, und eine zweite Kategorie als „Express“ Hochgeschwindigkeitsverkehr ab 150 mph (etwa 240 km/h) ansetzt.
Ein Streckenabschnitt im Central Valley wird gerade genug sein, um auch die 250 mph zu erreichen (Bakersfield bis Merced), für die spätere Ausschreibung der Hochgeschwindigkeitszüge wurden dann mindestens 220 mph (350 km/h) gefordert. Amtrak wollte sich dabei an der Ausschreibung beteiligen, da für das Next-Gen Programm für Neubaustrecken im Nordostkorridor ebendiese Geschwindigkeit vorgesehen ist. Diese Kooperation wurde von Seiten des CaHSR jedoch wieder aufgegeben, da die technischen Anforderungen zu weit auseinandergehen, und man aus Kostengründen für Kalifornien auf international gebräuchliche Designs zurückgreifen will. Unter anderem herrscht im Nordostkorridor eine einheitliche Bahnsteighöhe von 1219 Millimetern (48 Zoll) mit Zugbodenhöhen von bis zu 1295 Millimetern (42 bis 51 Zoll), beim wichtigen Caltrain liegt die Bahnsteighöhe jedoch bei nur 200 Millimetern (8 Zoll) mit der ersten Stufe bei 460 Millimetern (18 Zoll) an den eingesetzten Zügen., was näher an den europäischen Designs mit 550 Millimetern liegt. Hinzu kommt, dass Amtraks Next-Gen Programm noch nicht konkret geplant ist, und im näherliegenden Next-Up Programm für den Nordostkorridor maximal 257 km/h (160 mph) angestrebt werden.
Der Anforderungskatalog ab 2014 nennt für die neuen Fahrzeuge eine Mindestgeschwindigkeit von 220 mph (350 km/h) und die Anbieter müssen zeigen, dass sie auf Basis einer Fahrzeuggeneration erstellt werden, die seit mindestens fünf Jahren mit Betriebsgeschwindigkeiten über 186 mph (300 km/h) im Einsatz sind. Die Züge müssen dabei auf einer Länge von 672 Fuß (205 Meter) eine Kapazität von mindestens 450 Sitzplätzen aufweisen. Aufgrund des Buy-America-Programs müssen die Fahrzeuge in den USA hergestellt werden, die Federal Railroad Administration hat jedoch eine Ausnahme für zwei zu liefernde Prototypen gestattet, sodass Hersteller die Anlagen nachfolgend noch aufbauen können. Das erste Lieferlos für die Strecke im Central Valley umfasst dabei 15 bis 20 Züge, die 2018 in den laufenden Betrieb gehen, der Rahmenvertrag für den Endausbau soll bis zu 95 Züge umfassen, mit einem Zeithorizont bis 2028.
Die Planungsbehörde führt derzeit Konsultationen mit den Anbietern und will eine Entscheidung für einen Hersteller im Frühjahr 2015 bevorschlagen. Insgesamt schicken neun Anbieter ihre Designs ins Rennen um den Auftrag. Neben den in mehreren Varianten schon verfügbaren ICE-3/Velaro von Siemens (Siemens hat außerdem schon eine Fertigungsstrecke für Straßenbahnen in Kalifornien), kann auch Kawasaki auf mehrere Shinkansen-Modelle mit Geschwindigkeiten von 320 km/h zurückgreifen (und will vor allem ihre neueste Generation efSET anbieten).
Die chinesischen Hersteller CNR (CRH 380A) auf Basis von Kawasaki-Technologie und CSR (CRH 380BL) auf Basis von Siemens-Technologie könnten allerdings günstiger als diese sein, müssten die US-Produktion aber bei null anfangen. Der kanadische Hersteller Bombardier ist in den USA dagegen gut etabliert, und kann neben einem eigenen Modell (Zefiro 380) auch bestehende Kooperationen vorweisen. So bietet der italienische Partner AnsaldoBreda den Frecciarossa 1000 (alias Zefiro V300) an, und der spanische Partner Talgo den Talgo 350 / Talgo AVRIL.
Hinzu treten Alstom, die auf einer jahrzehntelangen Erfahrung mit den TGV Modellen den neuen Alstom AGV anbieten, sowie Hyundai Rotem, die auf Basis der TGV-basierten erprobten KTX (mit allerdings nur 205 mph) derzeit eine neue Generation als HEMU-430X entwickeln (mit dann 267 mph).
In den ersten technischen Einschätzungen von 2009 favorisierte die Planungsbehörde die Modelle Alstom AGV und Siemens Velaro. Dabei bevorzugt man, keine Doppelstockzüge einzusetzen und eher niedrige Bauhöhen zu verwenden, um Seitenwindprobleme bei hohen Geschwindigkeiten zu vermeiden. Entsprechend der Anforderung für ein stufenfreies Design, setzen die Planungen ab 2015 grundlegend eine Fußbodenhöhe von 1270 Millimetern (50 Zoll) mit passenden Bahnsteigen für einen ebenengleichen Zugang an. Für den Caltrain, der bisher mit nur 635 Millimetern (25 Zoll) arbeitet, werden daher Modelle mit Türen auf zwei verschiedenen Höhen geplant.
Die Bedeutung des Buy-America-Programms für die Wahl des Anbieters zeigte sich unter anderem darin, dass es als Hauptgrund angegeben wurde, dass die chinesischen Anbieter beim XpressWest-Projekt abgesprungen sind. Siemens betreibt dagegen bereits ein Werk mit 800 Mitarbeitern in Sacramento (hauptsächlich für Stadtbahnen).
Im November 2016 hat die Federal Railroad Administration eine Beschlussvorlage geliefert, nach der die Crashsicherheit im Schienenfahrzeugbau nach europäischen Standards (siehe EN 15227) als ausreichend für den US-Markt behandelt werden soll. Dies ist eigentlich dazu gedacht, die Beschaffung von Reisezügen allgemein zu erleichtern, wird jedoch auch für europäische Anbieter von Hochgeschwindigkeitszügen die Anpassung der Modelle für das kalifornische Hochgeschwindigkeitsprojekt erleichtern.

### Reisezeiten
Bei der Vorlage der „Proposition 1A“ zur Volksabstimmung nannte die Einleitung bereits eine Entwurfsgeschwindigkeit von 220 mph (350 km/h) in 2704.21(f)(1) für das System. Darauf basierend wurden in 2704.09 eine Reihe von Mindestangaben für die Züge und Fahrzeiten aufgestellt und beschlossen. Diese dürfen durch die Planer nicht unterboten werden:
- 2704.09(a): die elektrischen Züge müssen eine Betriebsgeschwindigkeit von mindestens 200 mph (320 km/h) haben.
- 2704.09(b): Non-Stop-Züge müssen eine maximale Reisedauer zwischen folgenden Städten erreichen:
  - 2704.09(b)(1): San Francisco bis Los Angeles Union Station: 2 Stunden 40 Minuten.
  - 2704.09(b)(2): Oakland bis Los Angeles Union Station: 2 Stunden 40 Minuten.
  - 2704.09(b)(3): San Francisco bis San José: 30 Minuten.
  - 2704.09(b)(4): San José bis Los Angeles: 2 Stunden 10 Minuten.
  - 2704.09(b)(5): San Diego bis Los Angeles: 1 Stunde 20 Minuten.
  - 2704.09(b)(6): Inland Empire bis Los Angeles: 30 Minuten.
  - 2704.09(b)(7): Sacramento bis Los Angeles: 2 Stunden 20 Minuten.
- 2704.09(c): Der erreichbare Zugabstand soll 5 Minuten oder darunter liegen
- 2704.09(d): Die maximal Anzahl der Stationen im Korridor 2704.04(b) soll unter 24 liegen, zwischen Gilroy und Merced gibt es keine Station.
- 2704.09(e): Züge sollen Zwischenbahnhöfe mit Betriebsgeschwindigkeit umfahren oder passieren können.
- 2704.09(f): Für die Zugverbindungen in 2704.09(b) müssen Fahrten ohne Umsteigen bereitstehen.

Nimmt man die Strecke von San Francisco nach San José mit 82 km Länge an, so müssen Züge darauf mindestens 102 mph (164 km/h) schnell fahren, um eine Reisedauer von maximal 30 Minuten erreichen zu können. Aktuell fährt der Caltrain diese Strecke mit 79 mph (127 km/h) und nach der Elektrifizierung ab 2020 sollen in dem Korridor bis zu 110 mph (177 km/h) möglich sein. Es gibt derzeit auf diesem Streckenabschnitt keine Non-Stop-Züge und auch für den CaHSR sind zwei mögliche Halte projektiert.
Die Zeit von 2 Stunden 40 Minuten von San Francisco bis Los Angeles (Punkt 1) ergibt sich durch Addition der gerade genannten 30 Minuten (Punkt 3) und den 2 Stunden 10 Minuten (Punkt 4) von San José bis Los Angeles. Bei einer Streckenlänge zwischen 670 und 700 Kilometern erfordert dies eine Durchschnittsgeschwindigkeit von 200 mph (320 km/h). Da im Umfeld städtischer Regionen langsamer gefahren wird, müssen die zwischenliegenden Strecken regelmäßig für 220 mph (350 km/h) projektiert werden.
Zur Zeit der Beschlussfassung 2008 war dies noch nicht gängig, mit einer Entwurfsgeschwindigkeit von 350 km/h waren nur zwei Strecken ausgelegt, dabei war die Schnellfahrstrecke Peking–Tianjin für einen Betrieb mit 300 km/h ab 2008 vorgesehen, und LGV Est européenne wird erst seit 2016 regulär mit 320 km/h bedient. Der kalifornische Hochgeschwindigkeitszug muss hier den Stand der Technik ausnutzen, um die Bedingungen der Volksabstimmung einhalten zu können. Hochgeschwindigkeitszüge wurden 2008 noch nicht mit 350 km/h betrieben, der Velaro CN befand sich gerade in der Abnahme und der TGV POS wurde 2007 für 330 km/h zugelassen (die jeweiligen Baureihen für die genannten Strecken).

## Befürworter des Projekts

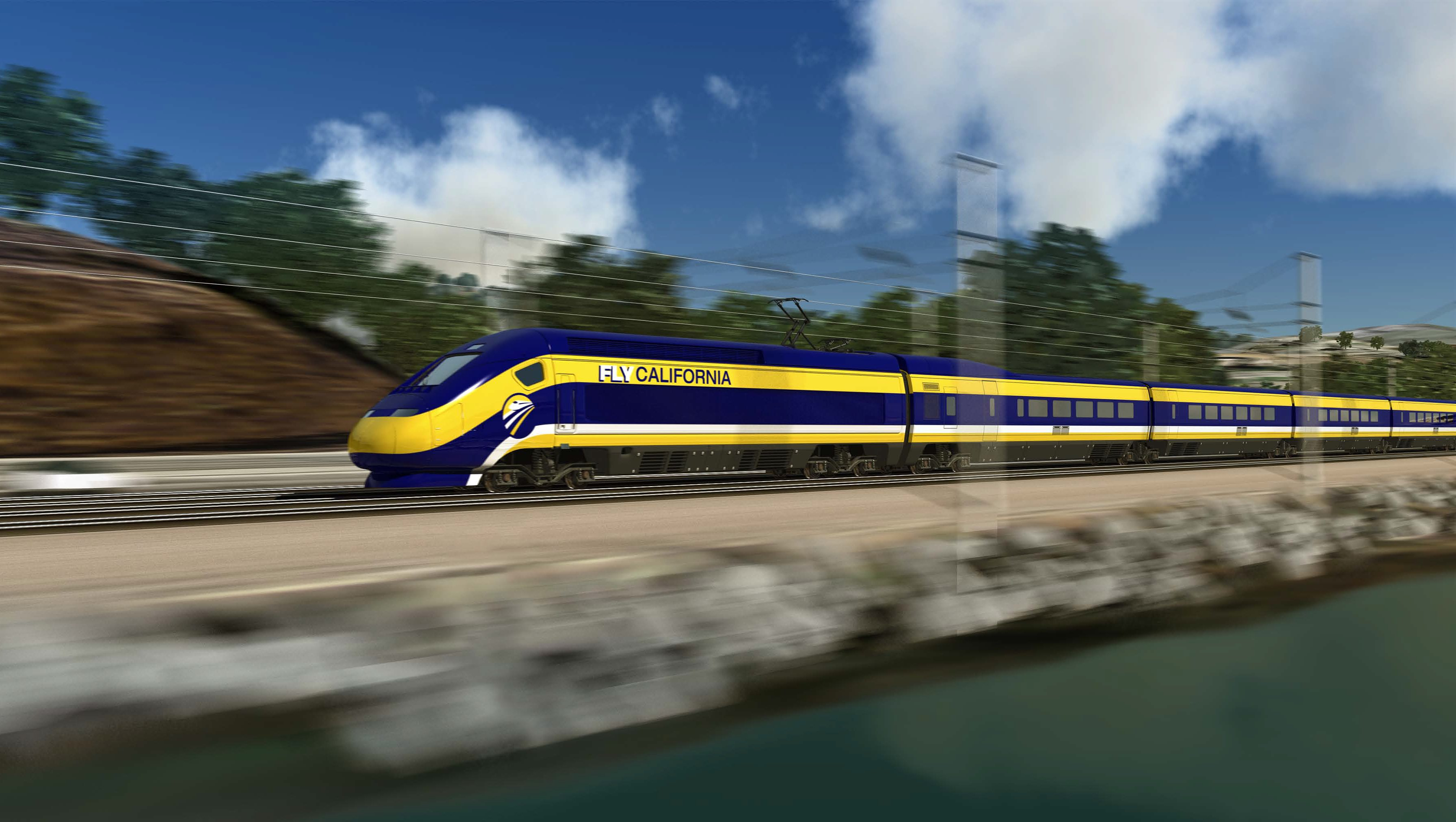
Computergrafik

Kostenaufwändige Projekte werden von der kalifornischen Bevölkerung generell nicht befürwortet. Sowohl der republikanische Gouverneur Kaliforniens, Arnold Schwarzenegger, als auch die große Mehrheit der Demokraten (unter anderem Abgeordnete Fiona Ma) und ein bedeutender Anteil der republikanischen Abgeordneten im kalifornischen Kapitol sowie bekannte Politiker in Kalifornien und anderen Staaten unterstützen jedoch das Projekt. Die breite Unterstützung für California High-Speed Rail basiert auf mehreren Gründen.

### Politiker
Politiker befürworten die Kostenersparnis einer 800 Meilen (rund 1.287 Kilometer) langen Hochgeschwindigkeitsstrecke im Vergleich zum Bau oder der Erweiterung von Flughäfen oder Highways. Als Beispiel würde die Erweiterung des Interstate-Highways 5 im Central Valley auf vier Spuren je Fahrtrichtung zwischen 20 und 25 Milliarden Dollar kosten. Bis 2030 wird die Bevölkerung Kaliforniens auf 52 Millionen angewachsen sein. Die Kosten zur Erhaltung oder für den Neubau der Highways würden das Budget der Regierung sprengen, Resultat wären zusätzliche Verkehrsstaus.

### Interessengruppen
Zum anderen befürworten Interessengruppen, wie der berühmte Sierra Club, die Hochgeschwindigkeitslinie, da sie die einzige umweltfreundliche Alternative zu Passagierflugzeugen und den Highways darstellt. Ein Hochgeschwindigkeitszug würde nicht nur zu Einsparungen bei Kohlendioxid-Emissionen führen, sondern auch die Luftverschmutzung reduzieren.

### Wirtschaft
Aus wirtschaftlicher Sicht soll Kalifornien ebenfalls profitieren. CALPIRG schätzt, dass aufgrund des Baus einer größtenteils völlig neuen Infrastruktur mehr als 160.000 Jobs entstehen werden, die sich allein mit der Planung, der Projektierung und der Errichtung beschäftigen. Weitere geschätzte langfristige 450.000 Arbeitsplätze sollen durch die Erhaltung der Strecke oder indirekt durch Geschäfte und Hotels in den neuen Hauptbahnhöfen entstehen.

### Bevölkerung
Aus der Sicht der Bevölkerung bietet die neue Hochgeschwindigkeitslinie eine Alternative zum Auto, die gerade bei den steigenden Benzinpreisen immer attraktiver wird. Da der Zug, nach Angaben der California High Speed Rail Authority, voraussichtlich 92 Millionen Reisende pro Jahr befördern wird, entlastet er auch die Straßen und somit Pendler, die sonst noch mehr Zeit im Stau verbringen würden. Staus kosten schon heute die Kalifornier 20 Milliarden Dollar pro Jahr aufgrund verlorener Zeit und verschwendeten Benzins.
Zuletzt erhofft man sich durch den Ausbau der öffentlichen Verkehrsmittel auch weniger Energieabhängigkeit gegenüber den OPEC-Staaten.

## Gegner des Projekts
Allerdings erheben sich auch Stimmen gegen California High-Speed Rail sowohl von konservativen Politikern als auch von Umweltschützern.

### Umweltschützer
So stellt sich die Planning and Conservation League Foundation gegen die geplante Route. Sie befürchtet, dass die Strecke durch unberührte Wildnis laufe und somit Flora und vor allem Fauna störe. Als Alternative schlägt sie eine Route vor, die im Sinne der Trassenbündelung entlang bestehender Autobahnen oder bestehender Bahnstrecken verläuft, um Wälder und Farmland zu erhalten.

### Thinktanks
Die Reason Foundation hält die Prognosen für die Anzahl der Fahrgäste und die Kosten des Baus für falsch. Nach den Berechnungen der Denkfabrik wird der Bau der kompletten Strecke zwischen 65 und 81 Milliarden Dollar kosten, verglichen mit den 40 Milliarden Dollar, die von der California High Speed Rail Authority prognostiziert wurden. Zusätzlich schätzt man die Anzahl der Reisenden pro Jahr zwischen 23 und 31 Millionen, was verglichen zu 92 Millionen einen Verlust von 4,17 Milliarden Dollar pro Jahr bedeuten würde.

## Technik
Als Zugbeeinflussung wird zwischen Los Angeles und San José ETCS erwogen. Dies wäre die einzige Variante eines Positive Train Control Systems auf dieser Basis, während sonst das 220-MHz-PTC-Radio gegebenenfalls mit ACSES-Balisen verknüpft wird. Für den Caltrain-Corridor wurde eine eigene Variante eines PTC-Systems entwickelt: das Communications Based Overlay Signal System (CBOSS). Die Interoperabilität von CBOSS PTC mit CaHSR-Zügen stand dabei nicht in den Auflagen, eine Eignung der Nutzung der zehn installierten PTC-Radio-Basisstationen im Caltrain-Corridor für den Hochgeschwindigkeitsverkehr wurde jedoch berücksichtigt.